# Auguste Molinier
Pour les articles homonymes, voir Molinier.
Auguste Molinier est un bibliothécaire et historien français né à Toulouse le 30 septembre 1851 et mort le 19 mai 1904 dans la même ville.

## Parcours
Très tôt orphelin de père, Auguste Molinier ne dispose d'aucune fortune personnelle : il doit travailler afin d'entretenir sa mère et son jeune frère et financer ses études. Il parvient cependant à intégrer l’École des chartes où il rédige une thèse intitulée Catalogue des actes de Simon et Amaury de Montfort, soutenue en 1873. Il fréquente parallèlement l’École des hautes études. Il commence ensuite une carrière dans les bibliothèques, avec des postes à la bibliothèque Mazarine (1878), à la bibliothèque de Fontainebleau (1884) et à la bibliothèque Sainte-Geneviève, dont il est nommé bibliothécaire en 1885. Là encore, ses faibles émoluments l'obligent à effectuer des travaux annexes qui lui laissent peu de temps pour ses recherches personnelles.
Néanmoins, il poursuit les voies qu'il s'était ouvertes par sa thèse de l’École des chartes. Remarqué pour son travail, on lui confie la nouvelle édition de l’Histoire générale de Languedoc de dom Claude Devic et dom Joseph Vaissète qu’il supervise et pour laquelle il rédige des notes. Molinier écrit également une Bibliographie du Languedoc, qui demeure manuscrite mais pour laquelle il est lauréat de l’Académie des inscriptions et belles-lettres. Il édite surtout des textes anciens pour de prestigieuses collections : textes narratifs comme des Chroniques normandes du XIVe siècle (en collaboration avec son frère Émile) pour la Société de l’histoire de France en 1883, les Itinera hierosolymitana (en collaboration) pour la Société de l’Orient latin en 1885, la Vie de Louis le Gros de Suger en 1887 ; mais aussi des recueils d’actes et des correspondances comme la Correspondance administrative d’Alphonse de Poitiers (1894-1900) pour la Collection des documents inédits ou les Obituaires de la province de Sens (1904, 1906) pour le recueil des historiens de la France. Il collabore également à plusieurs volumes du catalogue des manuscrits des bibliothèques publiques de France.
Ses travaux ne se limitent cependant pas au Moyen Âge puisqu’il applique les mêmes méthodes d’édition aux Pensées (1887-1889) et aux Provinciales de Pascal, revenant aux manuscrits et enrichissant le texte de notes explicatives.
En 1893, il est nommé professeur à l’École des chartes et à l’École des hautes études. Une partie de ses cours ont été publiés. Il meurt en 1904 après une courte maladie, laissant à l’état de manuscrit une critique des sources du Speculum historiale de Vincent de Beauvais.
Comme de nombreux archivistes paléographes (entre autres Arthur Giry et Paul Meyer), il est amené à prendre part à l'Affaire Dreyfus en qualité d'expert. Uniquement attaché à la vérité, il critique le bordereau comme n'importe quel document historique et fait preuve d'une grande impartialité. Charles Benoist le décrit alors comme un « savant narquois, au visage faunesque, aux lourdes paupières drôlement fendues par l'interstice desquelles se glissait un regard étincelant qui, dans le verre des lunettes, allumait des reflets polissons ».
Auguste avait deux frères :
- Son aîné, Charles (né en 1843) a travaillé sur l’histoire de l’art et l’histoire des hérésies au Moyen Âge. Il était professeur à l’Université de Toulouse.
- Son cadet Émile (1857-1906), historien de l’art.

## Décoration
- Chevalier de la Légion d'honneur en 1896[2]

## Œuvres
- « Catalogue des actes de Simon et d'Amaury de Montfort » dans Bibliothèque de l’École des chartes, vol. 34
- Étude sur l'administration féodale dans le Languedoc (900-1250), 1878
- Les Pensées de Blaise Pascal. Texte revu sur le manuscrit autographe, avec une préface et des notes, 1877-1879
- Itinera hierosolymitana et descriptiones terrae sanctae bellis sacris anteriora (éd., avec Titus Töbler), 1879, recueil de textes de natures diverses: Homélies, recueils de voyages comme l'itinéraire de Bernard le Sage, énumérations comme le Commemoratorium de Casis Dei. Gallica, tome 1, tome 2.
- Inventaire sommaire de la collection Joly de Fleury, 1881
- Chronique normande du XIVe siècle, 1882, (éd, avec Émile Molinier) Disponible sur Gallica
- Vie de Louis le Gros de Suger, suivie de l'Histoire du roi Louis VII, 1887
- Géographie historique de la province de Languedoc au Moyen Âge, 1889
- Les Obituaires français au Moyen Âge, 1890
- Les Provinciales de Blaise Pascal, avec une préface et des notes (2 vol.), 1891
- Les manuscrits et les miniatures, Hachette, coll. « La Bibliothèque des merveilles », 1892 Disponible sur Gallica
- Correspondance administrative d'Alfonse de Poitiers, 1894-1900 Disponible sur Gallica : tome 1 tome 2
- Les sources de l'histoire de France : des origines aux guerres d'Italie (1494), 1901-1906 :
  - Les sources de l'histoire de France : des origines aux guerres d'Italie (1494), t. IV : Les Valois, 1328-1461, Paris, Alphonse Picard et fils, 1904, 372 p. (lire en ligne).
- Participation aux catalogues des manuscrits des bibliothèques de Beaune, Toulouse, mazarine, Dijon, Chartres, Cambrai, etc.
- D’autres études auxquelles Auguste Molinier a pris part sont disponibles sur Gallica

## Hommages
Depuis le début du XXe siècle, le « prix Auguste-Molinier », fondé par la marquise Arconati-Visconti, récompense chaque année la meilleure thèse de l’École des chartes.